# 손기업
손기업(孫基業, 1903년 2월 25일 ~ 1985년 9월 21일)은 대한민국의 독립운동가이다. 호(號)는 산남(山南). 한때 대한민국 임시정부 주재 시절 쑨커(孫可)·쑨쓰펑(孫四奉) 등의 중국어 가명을 사용한 전력이 있다.

## 생애

### 일생
황해도 장연군 속달면 태탄리(黃海道 長淵郡 速達面 苔灘里)에서 출생하였고 지난날 한때 황해도 해주와 강원도 울진(現 경상북도)에서 잠시 유아기를 보낸 적이 있으며 그 후 경상남도 밀양과 경상남도 부산과 한성부에서 잠시 유년기를 보낸 적이 있고 1908년 이후 황해도 장연 향리에서 줄곧 자란 그는 1923년 9월에 국민정부 시대 중화민국 대륙 본토 장쑤 성 상하이로 망명하여 나석주 선생 등과 조선 광복 운동과 조선 독립 운동에 종사하였고 1927년 4월 중화민국 허베이 성 베이핑에서 한국혁명당총동맹을 조직하여 간사장 직을 지내었으며 1932년 10월 만주국 신징 주재 일본 식민 전권대사 암살, 만주국 펑톈 관동군사령부 폭파, 중화민국 허베이 성 톈진 일본 조계 점령 작전 등을 총지휘하다가 결국 일본 헌병대에게 피체되었으며 1933년 5월 만주국 신징 일본 군법회의에서 징역 10년형을 선고받고 뤼순 형무소에서 만기복역 후 1943년에 출옥 후 조선 광복을 위한 사회 운동을 재차 한 이후 수차피검되었으며 1945년 8월 15일 중화민국 푸젠 성 푸저우에서 일본국 패망과 조선 광복을 목도하였다 그 후 1946년 조선 고국에 귀국하여 그 후 1946년에서 1959년까지 한국독립당 전임위원 직을 지냈으며 한국독립당 시절 이상귀, 전해종, 홍성여 등과 함께 의친왕 이강(義親王 李堈) 前 한국독립당 최고위원 겸 전임고문을 사부(師父)이자 주군(主君)으로 섬기었으며 그 이후 1959년 한독당 탈당하였다.

### 학력
- 대한민국 국방대학교 행정학과 1기(1956년)

### 서훈
대한민국 정부에서는 선생의 공훈을 기리고자 1963년 6월 6일을 기하여 대한민국 건국훈장 독립장을 수여하였다.

## 가족 관계
- 배우자 : 안정옥 ( ~ 2014년 8월 23일)
  - 자녀 : 손영인,손웅인,손호인,손걸인, 손경희, 손미희, 손권인
    - 손자 : 손범수 (1964년 3월 12일 ~ )
      - 손부 : 진양혜 (1968년 7월 17일 ~ )
        - 증손자 : 손찬호 (1996년 ~ )
        - 증손자 : 손찬유 (2001년 ~ )